# Pollapönk
Pollapönk [ˈpʰɔlːaˌpʰœyŋ̥kʰ] (isl.: „Kleine-Jungen-Punk“) ist eine vierköpfige isländische Band, die 2006 gegründet wurde.

## Karriere
Pollapönk vertrat Island beim Eurovision Song Contest 2014 im dänischen Kopenhagen, nachdem sie sich im nationalen Finale gegen fünf Mitbewerber mit dem Song Enga fordóma (dt. keine Vorurteile) durchsetzten. Beim Finale konnten sie mit der englischen Version des Titels den 15. Platz erreichen. Mit den Liedern Leyniskápurinn, Þór og Jón eru hjón und 113 vælubíllinn erhielten sie auf der Videoplattform YouTube bis Ende Januar 2014 rund 44.000 Klicks.
Óttarr Proppé, der bei Liveauftritten der Band Backing Vocals singt, war von 2013 bis 2017 Abgeordneter für die Partei Helle Zukunft im Parlament Islands und im Jahre 2017 isländischer Gesundheitsminister.

## Diskografie

### Alben
- 2010: Meira pollapönk
- 2011: Aðeins meira pollapönk
- 2014: Bebebe-besta pollapönkið

### Singles
- 2011: Ættarmót
- 2014: Enga fordóma (No Prejudice)